# Ansaugrohr
Ein Ansaugrohr bezeichnet ein Rohr, das einer Pumpe die Flüssigkeit oder das Gas zuführt.

## Anwendungen
Manchmal meint Ansaugrohr auch ein Teil des Ansaugtraktes eines Verbrennungsmotors.
Der volumenstärkste Schlauch im Feuerwehrdienst ist das so genannte „A-Ansaugrohr“. Es handelt sich dabei um einen formstabilen Schlauch, der bei Unterdruck nicht kollabiert. Mit ihm wird Löschwasser aus offenen Gewässern angesaugt. Er hat einen Wasserdurchsatz von bis zu 800 l/min.
Durch Ansaugrohre werden in Schwimmbädern große Wassermengen der Filteranlage zugeführt, gereinigt und zurück ins Schwimmbecken gepumpt. Die Kontrolle der Wasserqualität wird über Messwasserentnahmestellen durchgeführt.
Beide Arten von Ansaugrohren sind in Vergangenheit oft Grund schwerer Badeunfälle gewesen, da aufgrund des hohen Volumenstromes der Badende angezogen werden kann. Rettung ist nur durch das Abtrennen angesaugter Haare möglich, falls ein zum Abdecken des Ansaugrohres angebrachte Ansauggitter die entsprechenden Sicherheitsvorschriften nicht erfüllt. Sollte kein Ansauggitter montiert sein, ist Rettung meist nicht mehr möglich, da ganze Körperteile angesaugt werden.
Die DIN EN 13 451-3 schreibt entsprechend strenge Kriterien für die Absicherung der Ansaugöffnungen vor, in Anlehnung hieran erfolgt die Haarfangprüfung nach dem Merkblatt 60.03 der Deutschen Gesellschaft für das Badewesen DGfdB. Hier wird der maximal mögliche Volumenstrom in Abhängigkeit von der Wassertiefe festgelegt, zusätzlich erfolgt die Haarfangprüfung als empirischer Nachweis. Die Wölbung des Ansauggitters verhindert einen Unterdruck im Ansaugrohr, falls ein Körperteil angezogen wird.